# Zoboomafoo
Zoboomafoo és una sèrie de televisió estatunidenca creada per Chris and Martin Kratt i emesa originalment el 1999 per la cadena PBS Kids.